# Brachyscelidiphaga variegata
Brachyscelidiphaga variegata är en stekelart som först beskrevs av Girault 1913.  Brachyscelidiphaga variegata ingår i släktet Brachyscelidiphaga och familjen puppglanssteklar. Inga underarter finns listade.